# Toxascaris
Toxascaris is een geslacht van vrij lange parasitaire rondwormen (Nematoden) die voorkomen in de darmen van een aantal soorten katachtigen. Deze rondworm moet niet verward worden met de kattenspoelworm (Toxocara cati).
De taxonmybrowser onderscheidt één soort.
- Geslacht  Toxascaris
  - Toxascaris leonina